# هوارد أيكن
هوارد أيكن (بالإنجليزية: Howard Hathaway Aiken)‏ هاثاواي
هوارد ايكن
ولد في 8 مارس 1900 في هوبوكين بولاية نيو جيرسي، وتوفي في 14 مارس 1973 (العمر 73)
سانت لويس بولاية ميسوري
الإقامة الولايات المتحدة
الجنسية الأمريكية
مجالات الحوسبة
هارفارد المؤسسات الجامعية
ألما ماتر جامعة ويسكونسن ماديسون
جامعة هارفارد (دكتوراه)
المعروف عن حاسبات تسلسل التحكم الآلي في جامعة هارفارد مارك أنا—الرابع
الجوائز جائزة هاري حاء التذكارية غود (1964)
وسام إديسون (1970)
ترك جامعة هارفارد مارك الأول / ASCC آي بي إم، الجانب.
كان رائدا في مجال الحوسبة، ويجري المصمم الأصلي المفاهيمي وراء هارفارد مارك آي بي إم أنا الكمبيوتر [1] -- هوارد أيكن هاثاواي (14 مارس 1973 8 مارس 1900).
[تحرير]
سيرة
درس في جامعة ويسكونسن-ماديسون في وقت لاحق، وحصلت على شهادة الدكتوراه في الفيزياء في جامعة هارفارد في عام 1939. وخلال هذا الوقت، واجه المعادلات التفاضلية أنه يمكن أن يحل فقط عدديا. كان يتصور وجود جهاز الحوسبة الكهربائية والميكانيكية التي يمكن أن تفعل الكثير من العمل الشاق بالنسبة له. وكان هذا الكمبيوتر كان يسمى في الأصل تسلسل التحكم التلقائية حاسبة (ASCC) وسميت لاحقا جامعة هارفارد مارك أولا وبمساعدة من غريس هوبر وتمويل من شركة آي بي إم، أكملت الجهاز في 1944. في 1947، استكملت ايكين عمله على الكمبيوتر في جامعة هارفارد مارك الثاني. وتابع عمله على مارك الثالث والرابع مارك هارفارد. استخدام مارك الثالث بعض المكونات الإلكترونية ومارك الرابع كان كل الإلكترونية. استخدام مارك الثالث والرابع مارك المغناطيسي طبل الذاكرة ومارك الرابع كما المغناطيسي الذاكرة الأساسية.
كانت مستوحاة من أيكن محرك الفرق لتشارلز باباج.
حصل من جامعة ويسكونسن ماديسون كلية الهندسة اليوم جائزة المهندسين في عام 1958، وحاء هاري جائزة تذكارية غود في 1964، والسعر جون Wetherill ميدالية في عام 1964، وميدالية IEEE وأديسون 'للحصول على شهادة جدارة من مساهمات رائدة في تطوير وتطبيق الحواسيب الرقمية على نطاق واسع ومساهمات هامة في التعليم في مجال الحاسب الآلي الرقمية '. في عام 1970.
وكان هوارد أيكن أيضا موظف في محمية بحرية الولايات المتحدة.
تقاعد إلى فورت لودرديل بولاية فلوريدا، وتوفي في 14 مارس 1973 خلال رحلة إلى سانت لويس بولاية ميسوري. [2]